# Daksinroy
Daksinroy ist eine Thrash-Metal-Band aus dem Raum Lindau/Ravensburg, Süddeutschland.

## Geschichte
Gegründet wurde die Band im Frühjahr 1994 von den beiden Brüdern Martin (Bass) und Uli Birk (Gitarre) und Uli Strodel (Schlagzeug). Anfang Mai 1995 stieg Sängerin Pia Raffler in die Band ein, mit der die ersten drei Alben Daksinroy, Desouled und Demons of my Inside aufgenommen wurden.
1997 erschien das Debütalbum Daksinroy mit sechs Titeln. Ein Jahr später wurde das zweite Album Desouled mit 14 Tracks veröffentlicht. In der Zeit zwischen 1999 und 2002 fanden zahlreiche Wechsel innerhalb der Band statt, welche dazu führten, dass die Band 2002 kurz vor der Auflösung stand. Im Wesentlichen sei hier erwähnt, dass der Gesangsposten in dieser Zeit von Michael Halisch besetzt wurde, der allerdings aus gesundheitlichen Gründen 2002 Daksinroy wieder verließ, woraufhin Pia den Gesangsposten erneut übernahm. Sie brachte Konstantin Zeller mit in die Band, der, obwohl Gitarrist, den Posten am Bass besetzte.
2005 erschien das dritte Album von Daksinroy mit dem Titel Demons of my Inside, welches über Musicaz Records/Nova Media vertrieben wurde. Im Frühjahr 2006 wurde die Band durch den Bassisten Sebastian Klonk bereichert, mit dem bereits vor Bandgründung einige Sessions stattgefunden hatten. Konstantin Zeller wechselte daraufhin zur Gitarre, seinem eigentlichen Metier. Pia verließ Daksinroy 2006 nach der ersten England-Tour zum zweiten Mal. Der Gesangsposten wurde von nun an wieder von Michael „DJ“ Halisch besetzt, mit dem auch im Wesentlichen die Songs zum dritten Album Demons of My Inside entstanden sind. Im Frühjahr 2008 gingen Daksinroy für ihr viertes Album Dystopia zu Andy Classen ins Stage One Studio, welches im Herbst 2008 über das bandeigene Label Black Snake Records veröffentlicht wurde, und in der internationalen Presse einige gute Kritiken erhielt. Im Herbst 2013 erschien das letzte Album Tournament of Destruction.
Daksinroy hatten bisher zahlreiche Auftritte im europäischen Raum, darunter mit Bands wie Napalm Death, Ektomorf, Primordial, Crematory, Pungent Stench, Suffocation, Eisregen, Subway to Sally, Warbringer, Samael, Adagio, Endstille und Black Bomb A.
Daksinroy haben sich nach 22 Jahren Bandgeschichte im Februar 2016 aufgelöst.

## Diskografie
- Daksinroy (1997)
- Desouled (1998)
- Demons of my Inside (2005)
- Dystopia (2008)
- Tournament of Destruction (2013)